# Йорг Схредерс
Йорг Схре́дерс (нід. Jorg Schreuders; нар. 9 вересня 2004, Сінгапур) — нідерландський футболіст, півзахисник клубу «Гронінген».

## Клубна кар'єра
Почав займатися футболом в команді «Бе Квік 1887», а 2015 року приєднався до академії клубу «Гронінген». 10 лютого 2022 року підписав з клубом свій перший професіональний контракт з опцією продовження ще на один рік.
15 квітня 2023 року дебютував у професіональному футболі в матчі Ередивізі проти «Валвейка», вийшовши на заміну Томашу Суслову. Всього провів 5 поєдинків у своєму дебютному сезоні за «Гронінген», який у підсумку вибув до Еерстедивізі.
21 серпня 2023 року дебютував в Еерстедивізі у матчі проти команди «Йонг Утрехт», вийшовши в стартовому складі. 27 листопада забив свій перший м'яч за «Гронінген» у поєдинку Еерстедивізі проти клубу «Йонг АЗ». 21 березня 2024 року продовжив контракт з клубом до середини 2025 року. У сезоні 2023–24 провів за «Гронінген» 34 поєдинки, в яких відзначився 5 м'ячами, допомігши команді посісти 2-е місце та підвищитися в класі. Також за підсумками сезону був визнаний гравцем року в «Гронінгені».
7 серпня 2024 року підписав новий контракт з «Гронінгеном» до 2027 року. 9 серпня 2024 року в матчі проти клубу НАК Бреда забив свій перший гол в Ередивізі. За підсумками серпня 2024 року визнаний талантом місяця в Ередивізі.

## Статистика виступів
Станом на 10 серпня 2025
| Клуб              | Сезон             | Чемпіонат         | Чемпіонат | Чемпіонат | Кубок | Кубок | Єврокубки | Єврокубки | Інші  | Інші | Всього | Всього |
| Клуб              | Сезон             | Дивізіон          | Матчі     | Голи      | Матчі | Голи  | Матчі     | Голи      | Матчі | Голи | Матчі  | Голи   |
| ----------------- | ----------------- | ----------------- | --------- | --------- | ----- | ----- | --------- | --------- | ----- | ---- | ------ | ------ |
| Гронінген         | 2022–23           | Ередивізі         | 5         | 0         | 0     | 0     | —         | —         | —     | —    | 5      | 0      |
| Гронінген         | 2023–24           | Еерстедивізі      | 29        | 5         | 5     | 0     | —         | —         | —     | —    | 34     | 5      |
| Гронінген         | 2024–25           | Ередивізі         | 31        | 5         | 2     | 0     | —         | —         | —     | —    | 33     | 5      |
| Гронінген         | 2025–26           | Ередивізі         | 1         | 0         | 0     | 0     | —         | —         | 0     | 0    | 1      | 0      |
| Всього за кар'єру | Всього за кар'єру | Всього за кар'єру | 66        | 10        | 7     | 0     | 0         | 0         | 0     | 0    | 73     | 10     |

## Досягнення
Особисті
- Талант місяця Ередивізі: серпень 2024[17]
- Команда місяця Ередивізі: серпень 2024[18]
- Гравець року в ФК «Гронінген»: 2023–24[19]